# Проєкція AuthaGraph

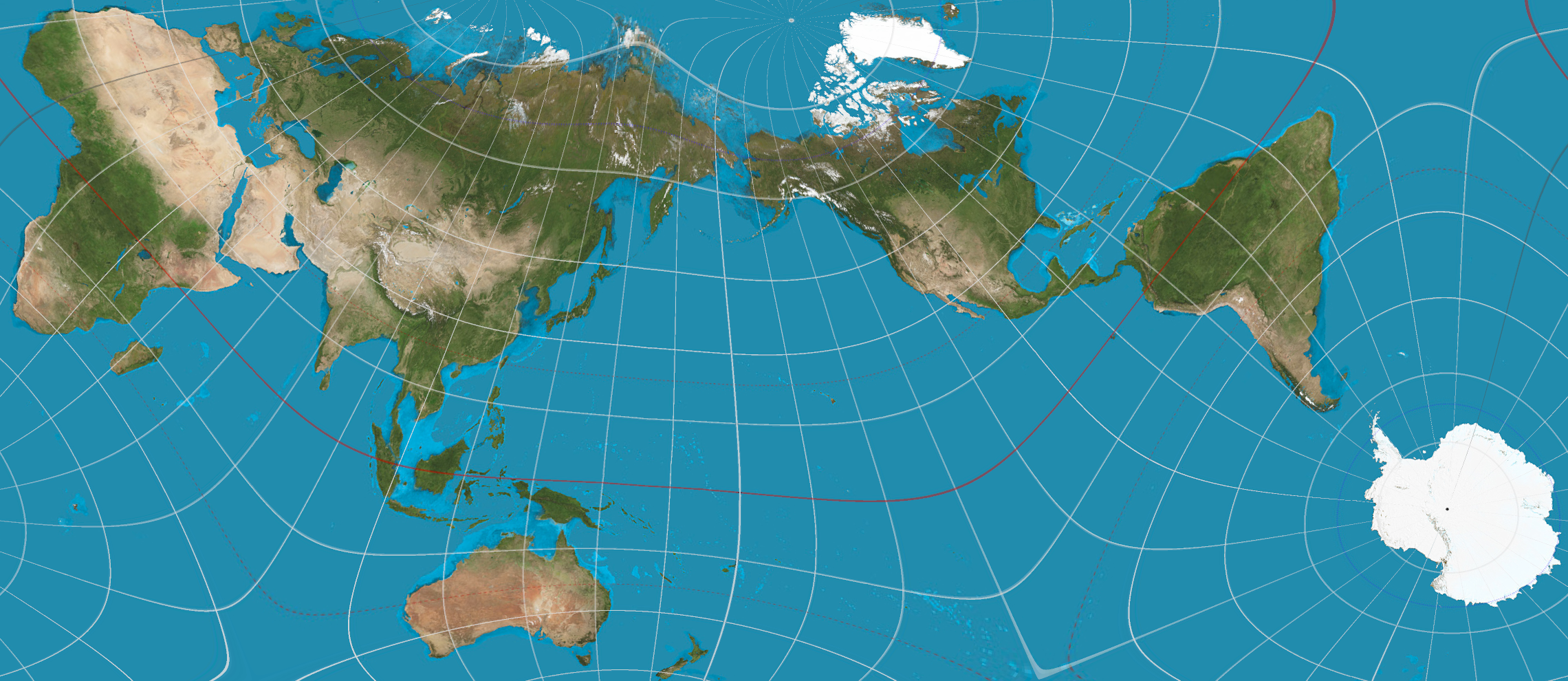
Наближення проєкції AuthaGraph

AuthaGraph (дослівно: АвтенГраф) — це проєкція карти світу з найбільш точними пропорціями континентів, винайдена японським архітектором Хадзіме Нарукава у 1999 році. Карта складається шляхом розділення сферичної поверхні порівну на 96 трикутників, перенесення їх на тетраедр зі збереженням пропорцій площі та розгортання у формі прямокутника. Карта значною мірою зберігає розміри та форми всіх континентів і океанів, водночас зменшуючи спотворення їхніх форм, як інспіровано проєкцією Дімаксіон. Проєкція не має деяких основних спотворень проєкції Меркатора, як-от розширення країн у далеких північних широтах, і дозволяє відображати Антарктиду точно та в цілому. Трикутні карти світу також можливі за допомогою того ж методу. Назва походить від слів «автентичний» і «граф».
Метод, використаний для побудови проєкції, гарантує, що кожна з 96 областей сфери, які використовуються для визначення проєкції, має правильну площу, але проєкція не кваліфікується як еквівалент площі, оскільки метод не контролює площу в нескінченно малих масштабах або навіть в межах цих регіонів.
Карту світу AuthaGraph можна розміщувати в будь-якому напрямку без видимих швів. За допомогою цієї мозаїки можна обрамити нову карту світу з трикутним, прямокутним або паралелограмним контуром із різними регіонами в центрі. Ця теселяція дозволяє зобразити часові теми, наприклад, тривалий рух супутника навколо Землі безперервною лінією.
У 2011 році проєкцію картографування AuthaGraph обрав Японський національний музей нової науки та інновацій (Miraikan) як його офіційний інструмент картографування. У жовтні 2016 року картографічна проєкція AuthaGraph отримала нагороду Good Design Grand Award 2016 від Японського інституту сприяння дизайну.
16 квітня 2024 року губернатор штату Небраска Джим Піллен підписав закон, який зобов'язує державні школи використовувати лише карти, засновані на проєкції Галла–Пітерса, подібній циліндричній рівноплощевій проєкції або проєкції AuthaGraph, починаючи з 2024—2025 навчального року.